# Mesocrista
Genre
Mesocrista est un genre de tardigrades de la famille des Hypsibiidae.

## Liste des espèces
Selon Degma, Bertolani et Guidetti, 2016 :
- Mesocrista revelata Gąsiorek, Stec, Morek, Zawierucha, Kaczmarek, Lachowska-Cierlik & Michalczyk, 2016
- Mesocrista spitzbergensis (Richters, 1903)

## Publication originale
- Pilato, 1987 : Revision of the genus Diphascon Plate, 1889, with remarks on the subfamily Itaquasconinae (Eutardigrada, Hypsibiidae). Collana U.Z.I. Selected Symposia and Monographs, no 1, p. 337-357.